# Тернове (Новоукраїнський район)
Тернове́ — село в Україні, у Добровеличківській селищній громаді Новоукраїнського району Кіровоградської області. Населення становить 284 осіб. Колишній центр Тернівської сільської ради.

## Населення
Згідно з переписом УРСР 1989 року чисельність наявного населення села становила 331 особа, з яких 151 чоловік та 180 жінок.
За переписом населення України 2001 року в селі мешкали 284 особи.

### Мова
Розподіл населення за рідною мовою за даними перепису 2001 року:
| Мова       | Відсоток |
| ---------- | -------- |
| українська | 92,96 %  |
| молдовська | 4,23 %   |
| російська  | 2,11 %   |
| білоруська | 0,35 %   |
| болгарська | 0,35 %   |

## Особистості
- Ю. С. Гілевич — доктор медичних наук, професор.